# Hrabstwo Stevens (Waszyngton)
Hrabstwo Stevens (ang. Stevens County) – hrabstwo w stanie Waszyngton w Stanach Zjednoczonych. Hrabstwo zajmuje powierzchnię 2478,30 mil² (6418,77 km²). Według szacunków United States Census Bureau w roku 2009 miało 42 334 mieszkańców. Siedzibą hrabstwa jest Colville.
Hrabstwo powstało w 1854.

## Miasta
- Chewelah
- Colville
- Kettle Falls
- Marcus
- Northport
- Springdale

## CDP
- Addy
- Clayton
- Loon Lake
- Valley